# スイングバイ
スイングバイ（日: かすめ飛行〈かすめひこう〉・英: swing-by）とは、天体の運動と万有引力（以下重力とする）を利用し、宇宙機の運動ベクトルを変更する技術。天体重力推進（てんたいじゅうりょくすいしん、英: gravity assist）とも呼ばれる。
天体の「固有運動」の後ろ側あるいは前側の近傍を通過（フライバイ）することにより、天体と宇宙機の相互のあいだで、重力によって運動量と運動エネルギーがやりとりされ、それぞれの運動ベクトルが通過前と通過後で変化する。
スラスタ（ロケットエンジン）によるロケットエンジンの推進剤の噴射による加減速（軌道マヌーバ、オーベルト効果）と違い、推進剤の消費が無い。そのことから、内惑星や外惑星、さらには太陽系外へといった、地球軌道外の目的軌道へ宇宙探査機などを送り出すためによく使われる。スイングバイを初めて使用した探査機は水星探査機マリナー10号であり、1974年2月5日に金星を用いたスイングバイによって太陽を約半年（水星の公転周期の約2倍）で周回する軌道に乗り、水星へと向かった。
軌道傾斜角を大きく変えるために有効な手段のひとつでもある。アメリカ航空宇宙局と欧州宇宙機関による太陽極軌道観測機「ユリシーズ」で、太陽の両極を観測するために使われた。ユリシーズはいったん木星に行き、1回のスイングバイで黄道面からほぼ直角に方向を変えて太陽の南極側へと向かった。日本の例では、「のぞみ」を当初の予定から外れた軌道から火星へ到達させるため、当初の予定には無かった、2度の地球スイングバイにより軌道傾斜角の大きな軌道を半周させたことがある。「はやぶさ2」でも、地球スイングバイにより、増速度と同時に軌道傾斜角の変更もおこなっている。

## 解説

### 惑星の重力
太陽系の惑星で宇宙機がスイングバイをする場合を考える。まずは惑星と宇宙機のみで考えよう。
宇宙機が目標とする惑星に近づくと、惑星の重力により引き寄せられ徐々に加速する。惑星近辺を通りすぎる際に速度が最大になり、宇宙機の軌道は「く」の字型に折れ曲がったものになる。その後、惑星から遠ざかる時には、惑星の重力が引き戻す力として働くために宇宙機は減速する。
このように、宇宙機が惑星に接近し離れていく過程で、宇宙機の速度は時間とともに変化するが、もし、惑星が運動していないならば、宇宙機が惑星の重力圏に進入する時の増速と離脱する時の減速とは相殺することになる。すなわち、スイングバイによって、運動方向は変わるが、速さは変わらない結果となる。

### 惑星の重力と公転運動
しかし、実際には、惑星は静止しているわけではなく、太陽の周りを公転しているので、その運動の影響を考慮する必要がある。すなわち、惑星と宇宙機を二体系として扱い、重心運動と相対運動に分けて考える必要がある。このとき、太陽系に対する静止系で表現した宇宙機の運動は、惑星の重力の影響を受けて、軌道が変わるだけでなく、その速さも変化することになる。

### 加速スイングバイ
宇宙機が惑星の公転方向の後方を通る場合、惑星近辺を通りすぎた後に、宇宙機が惑星から離れていく際の方向は、惑星の公転と同じ方向になる。このときの速度は、惑星に接近する時の速度に公転速度のぶんが足された速度になる。つまり、惑星に対する宇宙機の速度は、上述のようにスイングバイの前後で変わっていないが、宇宙機の軌道が変わったため、太陽に対する宇宙機の速度は速くなるのである。
なお、厳密にいえば、宇宙機の軌道が惑星から遠い場合などは、宇宙機が惑星から離れていく際の方向が惑星の公転と同じ方向にならないこともある。その場合も増速する量は少なくなるが、増速することに変わりはない。

### 減速スイングバイ
逆に、惑星の公転方向の前方を通る場合、宇宙機は惑星の公転と逆の方向へと向きを変え、公転速度の分が減った速度になる。

### エネルギーのやりとり
スイングバイにより宇宙機が加速されると、そのぶん惑星の公転速度が減ることになる。速度が落ちることで惑星は太陽に若干近づき、軌道半径が小さくなるために再び速度は増えて落ち着く。結局、加速スイングバイでは、惑星の位置エネルギーが減り、宇宙機の運動エネルギーと惑星の運動エネルギーがそのぶん増えるのである。
逆に、スイングバイによって宇宙機が減速する場合は、惑星は、若干太陽から遠ざかり、公転速度が遅くなる。そして、宇宙機の運動エネルギーと惑星の運動エネルギーが減ったぶん、惑星の位置エネルギーが増える。
しかし、惑星と宇宙機の質量の比は非常に大きいため、惑星への影響は無視できるほど極めて小さい。例えば、木星とボイジャー 1 号や 2 号との質量比は 2.6×1024（2.6 兆×1 兆）対 1 程度で、地球と少々重めのノートパソコン（2.3 kg 程度）を比較するのに等しい。スイングバイによりボイジャーが 15 km/s から 30 km/s に加速したとすると、それにより、木星の公転半径は約 1.4×10-12 m 小さくなり、公転速度は約 1.2×10-20 m/s 速くなることになる。
なお、サイエンスフィクションにおいては、質量比を無視できないほどの物体（非常に多数の小惑星など）をスイングバイさせることによって、惑星の軌道や自転軸などをずらすといったアイディアが用いられている作品がある。

#### エネルギーのやりとりの詳細
質量 m1 の主星の周りを、公転半径 r2in の真円の公転軌道を公転速度 v2in で公転している質量 m2 の惑星に対して、質量 m3 の宇宙機が速度 v3in で進入して、スイングバイを行うとする。そして、スイングバイ後の惑星の惑星の公転半径は r2out 、公転速度は v2out 、宇宙機の速度は v3out となるとする。なお、 {\displaystyle m_{1}>m_{2}\gg m_{3}} であり、速度は主星に対するものである。
惑星の軌道の変化は少ないので、スイングバイ後の公転軌道も真円と考えて概算する。スイングバイ後の惑星の軌道について正確にいえば、増速スイングバイが行われた後は、スイングバイが行われた付近を遠地点とする楕円軌道になり、減速スイングバイが行われた後は、スイングバイが行われた付近を近地点とする楕円軌道になる。
主星の重力と惑星の公転による遠心力が釣り合っていることから、次の関係がある。G は万有引力定数である。
{\displaystyle {\frac {Gm_{1}m_{2}}{r_{\rm {2in}}^{2}}}={\frac {m_{2}v_{\rm {2in}}^{2}}{r_{\rm {2in}}}}}
スイングバイの前後で、惑星の運動エネルギーと惑星の主星に対する位置エネルギーと宇宙機の運動エネルギーの合計は等しいことから、次の関係がある。なお、よほど r2in が小さい場合以外は宇宙機の主星に対する位置エネルギーの変化は無視できる。
{\displaystyle {\frac {1}{2}}m_{2}v_{\rm {2in}}^{2}-{\frac {Gm_{1}m_{2}}{r_{\rm {2in}}}}+{\frac {1}{2}}m_{3}v_{\rm {3in}}^{2}={\frac {1}{2}}m_{2}v_{\rm {2out}}^{2}-{\frac {Gm_{1}m_{2}}{r_{\rm {2out}}}}+{\frac {1}{2}}m_{3}v_{\rm {3out}}^{2}}
これらを計算すると、惑星の公転半径と公転速度の変化は、宇宙機の得たエネルギー {\displaystyle E\left(={\frac {1}{2}}m_{3}v_{\rm {3out}}^{2}-{\frac {1}{2}}m_{3}v_{\rm {3in}}^{2}\right)} を用いて、次のように表されることが分かる。
{\displaystyle \Delta r_{2}=r_{\rm {2out}}-r_{\rm {2in}}\simeq -2{\frac {r_{\rm {2in}}^{2}E}{Gm_{1}m_{2}}}}
{\displaystyle \Delta v_{2}=v_{\rm {2out}}-v_{\rm {2in}}\simeq {\frac {E}{m_{2}v_{\rm {2in}}}}}
つまり、スイングバイで宇宙機の運動エネルギーが増える（加速する）場合、惑星の公転半径は小さくなり、惑星の公転速度は速くなる。そうはいっても、非常にわずかな変化であり、ほとんど無視できる量である。

### パワードスイングバイ
スイングバイ時に宇宙機の推力を併用することをパワードスイングバイという。
惑星中心で考えると、エネルギー保存則により、近地点での速度 v、地心距離 R、無限遠での速度 {\displaystyle v_{\infty }} は、
{\displaystyle E={1 \over 2}mv^{2}-{GMm \over R}={1 \over 2}mv_{\infty }^{2}}
ここで近地点で v を {\displaystyle v+\delta v} に増速したときに無限遠での速度の変化 {\displaystyle \delta v_{\infty }} を考えると、
{\displaystyle \delta v_{\infty }={{\sqrt {v_{\infty }^{2}+{2GM \over R}}} \over v_{\infty }}\delta v}
となり、近地点での加速は無限遠での加速よりも効果が大きいことがわかる。例として {\displaystyle v_{\infty }=3\,{\rm {km/s}}}、近地点高度 200 km (R=6578 km) で地球をスイングバイすることを考えると、{\displaystyle \delta v_{\infty }=3.7\delta v} となる。

## 特徴
天体の質量と公転速度が大きいほど、軌道や速度の変化を大きくすることができる。質量の小さな天体では、公転速度が大きくても軌道を変えることができず通過するだけになる。逆に、質量が大きくても公転速度が小さな天体では、軌道は変えられても速度への影響は小さなものになる。
天体に近づくほど軌道は大きく曲げられ、逆に天体から遠くを通過するほど軌道は変わらなくなる。そのためにスイングバイを使って予定の軌道に変更するためには、天体の重力圏に入る前の軌道調整にかなりの精密さを要求される。例えば、JAXAの工学実験探査機はやぶさは、地球近くのある1 kmの範囲内を、速度の誤差1 cm/s以内で通過するよう、スイングバイを行う29日前と7日前に軌道が微調整されている。軌道を調整する際には燃料を用いて制御を行うが、このときにも燃料消費ができるだけ最低になるように、また、地球と交信するためのアンテナの向きを変えないなど他の条件も守れるように、注意が払われる。

## 探査機が行ったスイングバイの例

2018年8月7日から2025年8月29日までのパーカー・ソーラー・プローブの軌道を示す動画（金星で7回スイングバイして加速）
パーカー・ソーラー・プローブ·
太陽·
水星·
金星·
地球

### 太陽系外へ
1977年に打上げられたボイジャー1号と2号が、地球軌道から木星へ向けて出発したときの速度は地球の公転速度を足して 40 km/s ほどであり、地球の公転軌道上から太陽系を脱出するのに必要な 42.1 km/s を満たしていなかった。しかし、木星でスイングバイを行い、増速することで太陽系を脱出することができた。
ボイジャー2号の場合、地球軌道から約 36 km/s の速度で出発した。木星軌道に達したときには、速度は約 10 km/s になっていたが、木星をスイングバイし、約 21 km/s まで増速した。木星軌道での太陽系脱出速度は 18.5 km/s なので、木星スイングバイにより太陽系を脱出できるようになったといえる。その後、土星軌道に到達したときには、速度は約 16 km/s になっていたが、土星をスイングバイし、約 24 km/s まで増速した。さらに、天王星でわずかながら増速、海王星では逆にわずかながら減速し、太陽系を脱出していった。

### 推力不足を補った例
1984年10月に国際ハレー彗星観測艦隊といわれた惑星探査機群に参加していた NASAの国際彗星探査機（ICE）は、既存の残存燃料の少ない衛星を再利用する形で急遽仕立てられたものであり、NASAのスイングバイ魔術ないしは悪魔的スイングバイ技術といわれた5回に及ぶ月スイングバイにより、ハレー彗星のコマから噴出される尾の観測を行った。ICEを成功に導いたのは、フライト・ディレクターであり、優れたスイングバイの技術を持つロバート・ファーカーであった。彼は、ニア・シューメーカーでも、ミッション・ディレクターとして地球スイングバイを成功させている。また、後述のひてんやジオテイルの成功の陰には彼の協力があったと的川泰宣は述べている。
また、1989年10月18日に打上げられたアメリカの木星探査機ガリレオは、スペースシャトル「アトランティス」に搭載して打ち上げられ、さらに、ロケットを使って地球の軌道を離れたが、このロケットはチャレンジャーの事故もあって当初の計画より推力の少ないものに変更されていた。そのままでは推力不足で木星に向かうことができないので、一旦逆の金星に向かい、金星、地球、地球とスイングバイを行って増速する方法を用いて木星に向かった。この方法は VEEGAと呼ばれる。
太陽観測用の無人探査機パーカー・ソーラー・プローブでは、太陽の重力から逃れるために加速する必要があり、金星の重力を利用したスイングバイを7回行った。最終的に時速69万2000 ㎞ となった。この速度は人工物としては史上最速である。

### スイングバイの習得
1990年1月14日に打上げられた日本の科学衛星ひてんは、同年3月19日から1991年10月2日までの間に月を利用したスイングバイを10回行い、加速および減速をともなう軌道変更に成功した。他にも世界初の地球大気を利用したエアブレーキの実験や、地球引力圏の境界付近で太陽の摂動を利用して軌道を変更する実験なども行い（これも世界初である）、日本の宇宙機の軌道制御技術の習得に大きく貢献した。

### 人工衛星への応用
1992年7月24日、アメリカによって打ち上げられ、開発運用を日本が行った磁気圏観測衛星GEOTAILは、地球を回る人工衛星で、軌道の制御に月を利用したスイングバイを用いた。
太陽風の影響を受ける地球磁気圏の尾を観測するため、GEOTAILの軌道の遠地点は地球に対して太陽と反対側にできるだけ長く留まることが望ましいが、地球の公転により徐々にズレていき半年後には太陽側を向いてしまう。ロケットを用いた軌道修正は、ジオテイルの場合 1 t もの大量の燃料が必要になり不可能だったため、月を使った加減速をともなうスイングバイを行うことで、遠地点を常に太陽と反対側に向けることが可能になった。2 年の観測期間中スイングバイは 14 回行われ、軌道が修正された。
通信衛星のPAS-22では、1997年に予定していた軌道への投入に失敗したが、スイングバイと少ない燃料を使って静止軌道へ移動された。同様に、2008年に軌道投入を失敗した通信衛星AMC-14においてもスイングバイを使用して静止軌道への復帰を行った。